# Knodus tiquiensis
Knodus tiquiensis és una espècie de peix de la família dels caràcids i de l'ordre dels caraciformes.

## Morfologia
- Els mascles poden assolir 7,3 cm de llargària total.
- Nombre de vèrtebres: 38.[4]

## Alimentació
Menja larves de quironòmids.

## Hàbitat
Viu en zones de clima tropical.

## Distribució geogràfica
Es troba a Sud-amèrica: conca del riu Tiquié (conca del  riu Negro al Brasil).